# Vladimir Konstantinovič Bukovskij
Vladimir Konstantinovič Bukovskij, noto nei paesi anglosassoni come Vladimir Bukovsky (in russo Влади́мир Константи́нович Буко́вский; Belebej, 30 dicembre 1942 – Cambridge, 27 ottobre 2019), è stato uno scrittore e attivista sovietico naturalizzato britannico, in seguito con cittadinanza russa, oppositore del governo dell'URSS, noto soprattutto per la sua militanza politica anticomunista e anti-totalitaria.
Fu tra i più celebri prigionieri politici ad essere rinchiuso negli psichuška, la rete di ospedali psichiatrici istituiti dal governo dove venivano internati i dissidenti sovietici durante il programma di psichiatria punitiva, e di cui svelò al mondo gli orrori tramite i suoi libri, come Aleksandr Solženicyn aveva fatto con i gulag. In totale ha trascorso dodici anni tra prigioni, campi di lavoro ed ospedali psichiatrici, a causa della sua opposizione e delle sue denunce, accusato di "agitazione e propaganda antisovietica" (articolo 58.10 e 70.1 del codice penale) e "diffusione di calunnie deliberate e infondate che screditavano il sistema statale e sociale sovietico" (articolo 190.1).
Bukovskij era anche un biologo neurofisiologo, e ha pubblicato diversi articoli scientifici.
Criticò anche Mikhail Gorbačëv e Boris El'cin per la mancata decomunistizzazione e lustrazione. Membro del partito Solidarnost e di idee liberali, liberal-conservatrici e libertariane, filo-occidentale, atlantista ma euroscettico, nel 2007 Bukovskij affermò di voler tornare a vivere stabilmente in Russia e sfidare il regime autoritario di Vladimir Putin e il suo candidato Dmitrij Medvedev alle elezioni presidenziali del 2008, ma la sua candidatura fu bocciata e il progetto non ebbe seguito.
Nel 2015, in procinto di testimoniare contro Putin nel caso dell'avvelenamento di Aleksandr Val'terovič Litvinenko perpetrato a Londra dal FSB, i servizi segreti della Federazione Russa, fu incriminato nel Regno Unito con l'accusa, da lui attribuita ai servizi segreti russi stessi, di possesso di materiale pedopornografico ma è morto prima della fine del processo. Le prime analisi scientifiche sul computer non trovarono attività di hacker, ma secondo un libro del giornalista investigativo Bill Gertz, si sarebbe trattato di un'azione di disinformazione e diffamazione perpetrata da un hacker russo. Anche la pubblica accusa convenne su questa possibilità. Il tribunale ha bloccato il processo per l'impossibilità di Bukovskij di testimoniare e difendersi. Pochi anni dopo è deceduto a Cambridge.

## Biografia
Bukovskij nacque in Baschiria da una famiglia evacuata da Mosca durante la seconda guerra mondiale. Aveva una sorella, Olga. Ebbe i primi dubbi dopo aver assistito ai funerali di Stalin nel 1953, e divenne anticomunista dopo aver ascoltato il discorso di Nikita Kruscev al XX Congresso del Partito Comunista dell'Unione Sovietica che sancì la destalinizzazione (1956), reso pubblico l'anno dopo. Nel 1959 fu espulso dalla scuola di Mosca che frequentava per aver fondato una rivista non autorizzata ed esserne divenuto il direttore.

### Attivismo ed arresti
Dal giugno 1963 al febbraio 1964, Bukovskij è stato detenuto (articolo 70-1 del codice penale sovietico) in una psichuška per aver organizzato incontri di poesia nel centro di Mosca presso il monumento a Vladimir Majakovskij. Nel gennaio 1967 è stato arrestato per aver organizzato manifestazioni in difesa di Aleksandr Ginzburg, Jurij Galanskov ed altri dissidenti (articolo 190-1, tre anni di reclusione); fu rilasciato nel gennaio 1970.

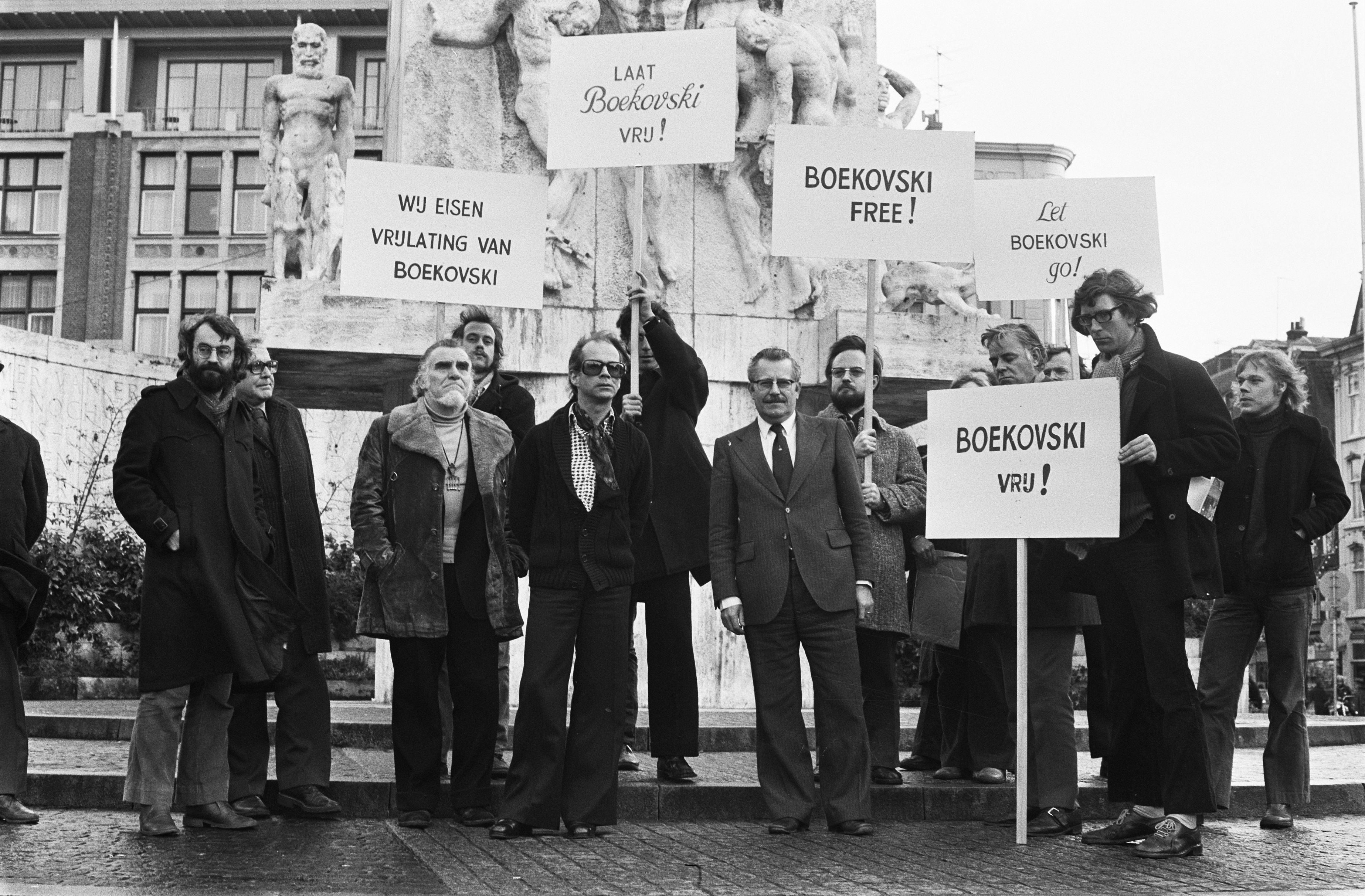
Manifestazione per Bukovskij ad Amsterdam nel 1975

Nel 1971 Bukovskij riuscì a far giungere in Occidente un documento di oltre 150 pagine che descriveva gli abusi commessi negli istituti psichiatrici sovietici nei contronti di dissidenti politici. L'informativa ebbe grande eco negli ambienti degli attivisti per i diritti umani in tutto il mondo (incluso l'URSS) e per questo fu arrestato nuovamente nel gennaio 1972 con l'accusa di aver avuto contatti con giornalisti stranieri e per possesso e diffusione di samizdat (articolo 70-1, sette anni di prigionia più cinque di esilio). Insieme con un compagno di prigionia, lo psichiatra Semën Gluzman, redasse un Manuale di psichiatria per dissidenti per aiutare altri dissidenti a combattere gli abusi delle autorità. Rinchiuso a Lefortovo, cominciò uno sciopero della fame e fu costretto ad alimentazione forzata con sondino nasogastrico per 12 giorni. Per Bukovskij intervenne anche lo scrittore Vladimir Nabokov che lo definì "uomo coraggioso e prezioso" in una lettera del 1974 al direttore di The Observer. Nabokov scrisse: "L'eroico discorso di Bukovskij alla corte in difesa della libertà e i suoi cinque anni di martirio in un'abietta prigione psichiatrica saranno ricordati a lungo anche dopo che i torturatori che ha sfidato saranno morti".

### Deportazione ed esilio

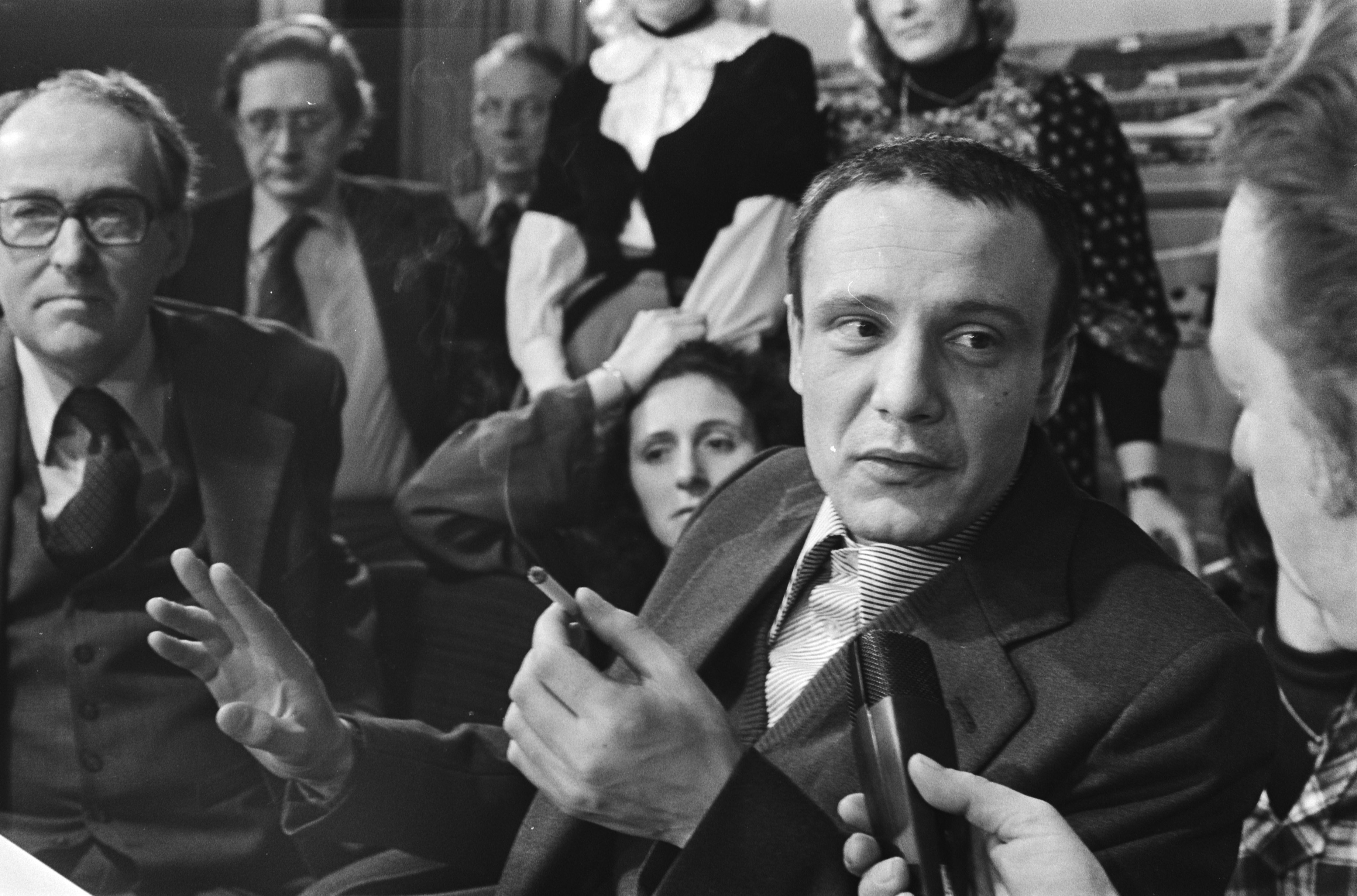
Bukovskij nel 1977

Il destino di Bukovskij e di altri prigionieri politici sovietici, portato ripetutamente all'attenzione da attivisti per i diritti umani e diplomatici occidentali, fu causa di imbarazzo ed irritazione per le autorità, che lo ritenevano un elemento sovversivo capace di provocare ribellioni negli altri detenuti. Bukovskij in prigione era molto dimagrito e aveva sviluppato problemi di salute che lo avrebbero accompagnato tutta la vita. Il 18 dicembre 1976, mentre era in prigione, Bukovskij beneficiò di un accordo di scambio di prigionieri politici (frutto di una forte mediazione internazionale), fra il regime cileno di Augusto Pinochet e URSS che portò alla contestuale liberazione del segretario Partito Comunista del Cile Luis Corvalán, incarcerato per la sua attività politica e atti di sabotaggio, per cui l'Unione Sovietica conduceva una campagna (tra cui l'assegnazione del Premio Lenin per la pace) dai tempi del golpe cileno del 1973..  Pinochet venne inizialmente contattato per lettera da una corrispondente di Bukovskij, l'olandese Gertrudis Hartman, in seguito sua intima amica e compagna di vita. Corvalán non era stato processato né torturato a differenza di molti altri oppositori della dittatura militare, ma per il suo alto profilo era tenuto in condizioni buone (poteva ricevere ogni settimana alcuni giornalisti sovietici) e non avrebbe voluto andare in URSS, ma venne convinto dal suo partito. Lo scambio avvenne a Zurigo e nel suo racconto autobiografico Il vento va, e poi ritorna, Bukovskij racconta come fu trasferito in Svizzera in manette, per essere "espulso" contro la sua volontà, e consegnato agli americani, mentre Corvalán andò in esilio in Russia per poi tornare clandestinamente in Cile nel 1980. Sull'aereo era presente anche la madre di Bukovskij, che decise di seguire il figlio nell'esilio, la sorella e un nipote malato. In seguito fu ricevuto anche dai presidenti statunitensi Jimmy Carter e dopo il 1980 da Ronald Reagan. Bukovskij trascorse un mese a Zurigo, poi, dopo una tappa negli Stati Uniti, si stabilì nel Regno Unito ottenendo asilo politico.

### Nel Regno Unito
Dal 1976 Bukovskij ha vissuto a Cambridge, in Inghilterra, interessandosi di neuropsicologia e scrivendo. Ha conseguito un master in biologia ed ha scritto diversi libri e saggi politici, oltre che articoli sulla neurofisiologia. Oltre a criticare il regime sovietico, parlò spesso di quella che chiama la "creduloneria occidentale", cioè una mancanza di fermezza del liberalismo occidentale nei confronti degli abusi del comunismo. Nel 1983, insieme con Vladimir Maksimov ed Ėduard Kuznecov, ha fondato l'organizzazione anticomunista Resistenza internazionale (in russo: Интернационал сопротивления) della quale è stato eletto presidente.

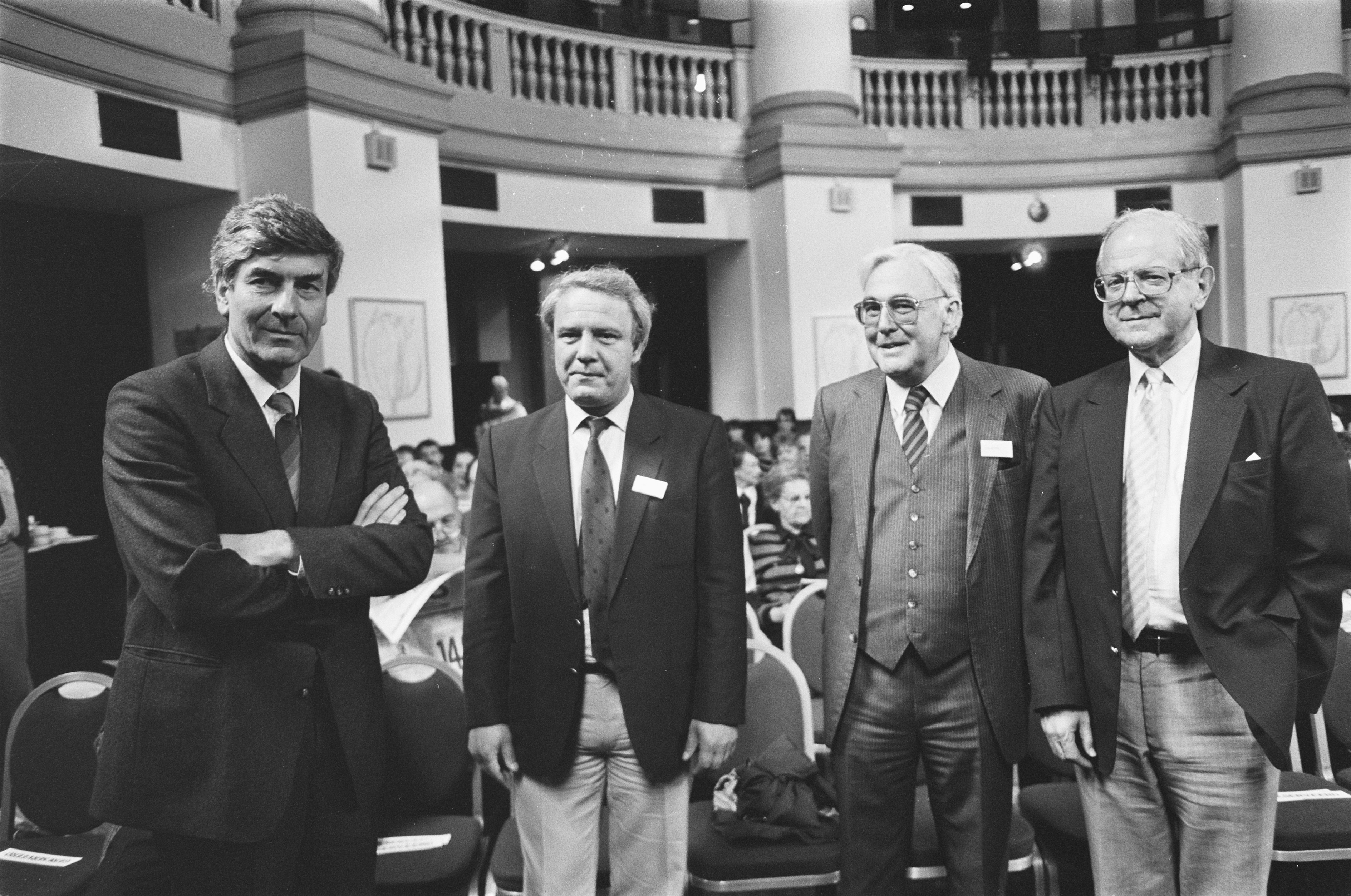
Ruud Lubbers, Vladimir Bukovskij, Jan Willem Bezemer e Robert Conquest ad Amsterdam nel 1987 per l'International Sakharov Congress

Nel 1985, insieme con Albert Jolis, il dissidente cubano Armando Valladares, l'esponente del neoconservatorismo Jeane Kirkpatrick, Midge Decter e Jurij Jarym-Agaev, ha fondato la Fondazione americana per la resistenza internazionale (in inglese: American Foundation for Resistance International); la fondazione, alla quale più tardi aderirono anche Richard Perle e Martin Colman, divenne il centro di coordinamento per i movimenti di dissidenti e democratici che miravano a rovesciare il comunismo. Creò inoltre il Consiglio nazionale di supporto ai movimenti democratici (in inglese: National Council To Support The Democracy Movements) - noto anche come Consiglio nazionale per la democrazia (in inglese: National Council For Democracy) - che prestò aiuto per la instaurazione di stati di diritto basati su regole democratiche, nonché assistenza nella redazione delle costituzioni e nella realizzazione delle strutture civili. Ha avuto collaborazioni lavorative con i neocon Richard e Daniel Pipes.
Nel 1991 ottenne la cittadinanza britannica, oltre che la cittadinanza russa al posto di quella sovietica.

### Dopo il crollo dell'URSS
Nell'aprile 1991 Vladimir Bukovskij ha visitato Mosca per la prima volta dopo la sua prigionia ed esilio. Durante la campagna per le elezioni presidenziali del 1991 Boris El'cin considerò Bukovskij come un potenziale vice presidente insieme a Galina Starovojtova e Gennadij Burbulis, ma alla fine la sua scelta cadde su Aleksandr Ruckoj. Nel 1992, dopo la dissoluzione dell'Unione Sovietica, il governo del presidente El'cin invitò Bukovskij a testimoniare nel processo in corso davanti alla Corte costituzionale russa per determinare se il PCUS fosse un'organizzazione fuorilegge.
Per preparare la sua testimonianza, Bukovskij richiese ed ottenne l'accesso ad un gran numero di documenti conservati negli archivi sovietici. Usando un piccolo scanner portatile ed un computer portatile riuscì a scannerizzare in segreto molti documenti (alcuni dei quali molto riservati), tra i quali anche rapporti del KGB al Comitato centrale, ed a farli giungere in segreto in Occidente. Il processo, che nelle premesse doveva essere un altro Processo di Norimberga capace di dare l'avvio ad un processo di riconciliazione con il passato comunista (decomunistizzazione), fu per Bukovskij quasi una farsa. Bukovskij fu un sostenitore della completa epurazione (lustrazione). Egli dichiarò che:
(Vladimir Bukovskij)
(Vladimir Kara-Murza cita Bukovskij)
Al contempo criticò la Chiesa ortodossa russa per essere asservita al governo. Gli servirono due anni e l'aiuto di numerosi assistenti per ricomporre i documenti scansionati e pubblicarli. Il libro è stato pubblicato nell'originale inglese con il titolo Judgement in Moscow, ricalcando quello del famoso film Judgment at Nuremberg, che aveva impressionato Bukovskij durante l'adolescenza. L'opera ha attirato l'attenzione internazionale ed è stato tradotto in molte lingue. In italiano è stato pubblicato nel 1999 dall'editore Spirali con il titolo Gli archivi segreti di Mosca.
Nel 1992 un gruppo di deputati liberali del Consiglio della città di Mosca offrì a Bukovskij la candidatura per le elezioni come nuovo sindaco della città all'indomani delle dimissioni di Gavriil Popov. Bukovskij rifiutò. Nel 1993, in seguito alla crisi costituzionale tra Eltsin e Ruckoj, il presidente utilizzò l'esercito che fece centinaia di morti, e Ruckoj venne rimosso.
All'inizio del 1996 un gruppo di professori universitari, giornalisti ed intellettuali moscoviti suggerì che Bukovskij avrebbe dovuto concorrere per la carica di presidente russo, da candidato alternativo sia al presidente uscente Boris El'cin, sia al suo avversario (il comunista Gennadij Zjuganov). Non fu inoltrata alcuna nomina formale. Comunque Bukovskij non avrebbe potuto partecipare alla corsa presidenziale, in quanto la Costituzione russa sancisce che un candidato alla carica di presidente deve aver vissuto nello Stato nei dieci anni precedenti le elezioni. Nel 1994 aveva tentato di rinunciare alla cittadinanza russa.

### Fondazione dei CpL e attività politiche
Nel 1997, con il suo appoggio, nacquero i Comitati per le libertà (in latino: Comitatus pro Libertatibus), cofondati con Dario Fertilio e Stéphane Courtois (al convegno di Torino partecipò anche Edgardo Sogno a cui uno dei comitati fu intitolato dopo la sua morte nel 2000) un movimento internazionale a base federale che si batte per difendere e diffondere la cultura delle libertà del quale è eletto presidente generale il 29 gennaio 2000 all'Assemblea Generale di Firenze.
Nel 1994 Bukovskij usò parole durissime contro gli eredi del Partito Comunista Italiano: secondo lui «i comunisti italiani sono compromessi fino al collo con il regime sovietico. [...] sapevano perfettamente di schierarsi dalla parte dei nostri comunisti che erano dei perfetti nazisti [...] Gli italiani che arrivavano a collaborare con il KGB è come se avessero collaborato con il nemico, dal quale ricevevano soldi e una formazione speciale per confezionare bombe, preparare attentati, alimentare il terrorismo...»
Nel 2002 Boris Nemcov, deputato della Duma e leader dell'Unione delle Forze di Destra, fece visita a Bukovskij a Cambridge per discutere la strategia dell'opposizione russa. Bukovskij disse a Nemcov che, secondo lui, era essenziale che i liberali russi adottassero una posizione inflessibile nei confronti del presidente Vladimir Putin, il cui governo considerava autoritario. Nel gennaio 2004, insieme a Garry Kasparov, Boris Nemtsov, Vladimir Kara-Murza e altri, Bukovskij fondò la Committee 2008, una "organizzazione ombrello" dell'opposizione russa democratica, il cui scopo era di assicurare libere ed oneste elezioni presidenziali nel 2008. 
Bukovskij aderì a Solidarnost, gruppo politico liberale russo che ha annoverato altre figure importanti come Oleg Orlov di Memorial.

Nel 2005 Bukovskij partecipò, con altri come Elena Bonner (vedova di Andrej Sacharov), ad Hanno scelto la libertà (in russo: "Они выбирали свободу"), un documentario di Vladimir Kara-Murza in quattro parti sul movimento di dissidenza sovietico. Nello stesso anno, in occasione delle rivelazioni sui prigionieri a Guantanamo, Abu Ghraib e le altre prigioni segrete della CIA, Bukovskij criticò la razionalizzazione della tortura e attaccò George W. Bush, facendo un paragone con i torturatori sovietici.
Precedentemente aveva paragonato la minaccia del terrorismo islamico a quella del comunismo. Vladimir Bukovskij era membro del consiglio d'amministrazione del Fondo per la riconoscenza (in inglese: Gratitude Fund), e membro del consiglio internazionale della Fondazione per i diritti umani (in inglese: Human Rights Foundation) di New York. Nel Regno Unito era vicepresidente dell'Associazione per la libertà (in inglese: The Freedom Association - TFA) e patrono del Partito per l'Indipendenza del Regno Unito (in inglese: United Kingdom Independence Party - UKIP) partito di destra antieuropeista. Alienandosi alcune simpatie, Bukovskij tracciò infatti alcuni paralleli tra l'Unione Sovietica e l'Unione europea, riprendendo il pensiero della leader dei conservatori britannici Margaret Thatcher (sua amica, come Ronald Reagan); ha fatto riferimento a documenti riservati provenienti da archivi segreti sovietici che gli fu permesso di leggere nel 1992. Questi documenti confermano secondo lui l'esistenza di una "cospirazione", cominciata con l'eurocomunismo di Enrico Berlinguer, per trasformare l'Unione Europea in un'organizzazione socialista, a partire dal progetto lanciato da Mikhail Gorbačëv della "Casa comune europea" nel 1987. Bukovskij sosteneva che Gorbačëv non potesse avere il merito del crollo del comunismo, perché lo voleva solo trasformare né voleva porre fine all'impero sovietico. 
Denunciò quindi i rapporti tra UE e URSS/Russia, il politicamente corretto e depositò una memoria difensiva in favore di Julian Assange. Allo stesso tempo sostenne movimenti sovranisti, e affermò che l'Unione europea era talvolta troppo ostile alla Russia ed era un "mostro" burocratico che si sarebbe trasformato in uno stato totalitario infiltrato da agenti russi. In Inghilterra si oppose alla legge anti-fumo in luoghi pubblici e ad altre norme che chiamò "inutili" e illiberali, rilevando a suo parere una "sovietizzazione" della legislazione britannica.
Negli anni seguenti sarebbe stata la stessa Russia di Putin a sostenere tali movimenti, come quello di Viktor Orban in Ungheria, già amico di Bukovskij. Durante gli anni iniziali del suo governo, Orban non sosteneva ancora la democrazia illiberale e una posizione filorussa, professando un anticomunismo democratico, e inaugurò il celebre Memoriale Gloria Victis a tutte le vittime del comunismo. Sull'Unione Europea Bukovskij disse che «certo nella Ue non ci sono i gulag... La mia critica va al funzionamento della Ue. Al di fuori del Parlamento europeo, che ha poco potere, al vertice della Ue c'è un gruppo dirigente non eletto. E poi un gigantesco apparato burocratico incontrollabile. Bisogna ampliare la base di partecipazione democratica.»
Bukovskij è stato inoltre un sostenitore del governo di Israele, in particolar modo del partito conservatore e liberal-nazionalista del Likud.

### Memento Gulag
Sin dalla sua elezione a presidente dei Comitati per le libertà, Bukovskij si impegnò assieme allo scrittore e giornalista Dario Fertilio e allo storico Stéphane Courtois per la celebrazione annuale di una giornata di commemorazione delle vittime dei Gulag, denominata Memento Gulag. Venne scelta come data il 7 novembre, ricorrenza dell'inizio la Rivoluzione d'ottobre nel calendario gregoriano.
Le celebrazioni annuali si sono svolte, negli anni a Roma (2003), Bucarest (2004), Berlino (2005), a La Roche-sur-Yon in Vandea nel 2006 (dedicata alle vittime ungheresi del 1956), Parigi, a Milano e Trieste. Ha visto la partecipazione del presidente della Repubblica Italiana Giorgio Napolitano, del presidente del Senato italiano Marcello Pera (in due occasioni) e di quello del Bundestag Norbert Lammert e del presidente della Moldavia Mihai Ghimpu.

### Elezioni presidenziali russe del 2008

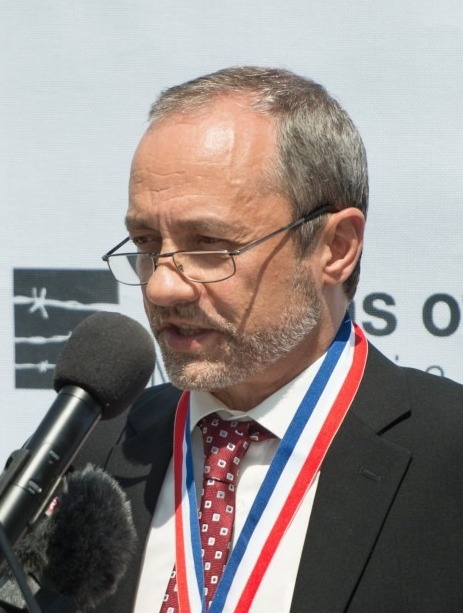
Il giornalista e dissidente russo-sovietico Aleksandr Podrabinek, noto attivista per i diritti umani, fu uno dei sostenitori della candidatura presidenziale di Bukovskij fino dagli anni '90.

Il 28 maggio 2007, Bukovskij decise di candidarsi per la presidenza della federazione russa nelle elezioni del 2008. Il gruppo che designò Bukovskij come candidato comprendeva Jurij Ryzhov, Vladimir Kara-Murza, Aleksandr Podrabinek, Andrej Piontkovskij, Vladimir Pribylovskij e altri. Gli attivisti e scrittori Valerija Novodvorskaja, Viktor Šenderovič, Vladimir Sorokin sostennero Bukovskij. Oltre che del gruppo Solidarnost (tra cui anche Oleg Orlov, Garry Kasparov, Boris Nemcov), ottenne l'appoggio di Jabloko, con Grigorij Javlinskij.
Nella loro risposta ai politici e ai pubblicisti pro-Cremlino che esprimevano dubbi sulla possibilità di candidarsi da parte di Bukovskij, i suoi designatori confutarono una serie di affermazioni che venivano frequentemente ripetute. Più di 800 sostenitori designarono Bukovskij come candidato alla presidenza il 16 dicembre 2007 a Mosca. Bukovskij si assicurò la partecipazione richiesta e sottopose la propria iscrizione alla Commissione Elettorale Centrale il 18 dicembre 2007. Il gruppo di sostegno confutò le prime dichiarazioni dei media filogovernativi in merito al fallimento di Bukovskij nella corsa presidenziale e ai ricorsi presso la Corte Costituzionale.
La Commissione Elettorale respinse la domanda di Bukovskij il 22 dicembre 2007, sostenendo che nella documentazione sottoposta non erano state fornite sufficienti informazioni sulla sua attività di scrittore, che Bukovskij era in possesso di un permesso di lavoro britannico e che non aveva vissuto in territorio russo negli ultimi dieci anni. Bukovskij ricorse in appello contro la decisione dapprima presso la Corte Suprema il 28 dicembre 2007, e quindi presso la Corte di Cassazione il 15 gennaio 2008. Nel 2007 e nel 2012 le autorità russe ripresero i vecchi documenti sovietici e designarono Bukovskij, con valutazioni psichiatriche politiche, come "folle" e "psicopatico". Bukovskij definì Putin "degno erede di Lavrentij Berija" e "malvagio".
(Vladimir Bukovskij, 2007)

### Conflitto russo-ucraino
Bukovskij criticò l'annessione della Crimea all'inizio del conflitto russo-ucraino nel 2014, seguito alle manifestazioni di Euromaidan e rivoluzione ucraina del 2014, sostenendo le sanzioni diplomatiche occidentali. Disse di essere disposto a insegnare al presidente ucraino Petro Porošenko come trattare con Putin, affermando che non si può giungere a compromessi con gli ex membri del KGB e i loro seguaci, dato che non accettano rifiuti: «significa che continueranno a fare pressione finché non ti avranno reclutato. Il KGB ha solo due ipotesi: o sei il loro nemico, o sei il loro agente. E non c'è via di mezzo». Secondo Bukovskij anche la Russia avrebbe dovuto subìre lo stesso processo toccato all'URSS, perdendo la sfera di influenza e attraversando un periodo di frammentazione e ri-federalizzazione o separatismo (decolonizzazione).

### Processo nel Regno Unito
Dopo aver subìto una perquisizione su segnalazione anonima e una convocazione dalla polizia nel 2014, nel 2015 venne incriminato e processato nel Regno Unito con l'accusa, da lui attribuita ai servizi di sicurezza russi, di possesso di materiale pedopornografico di categoria A, B e C nel proprio computer, ma poco dopo si ammalò gravemente in seguito ad un'infezione delle valvole cardiache dell'anno precedente, e subì in Germania una complicata operazione cardiochirurgica. 
Nell'agosto 2015, Bukovsky ha citato in giudizio il Crown Prosecution Service del Regno Unito per diffamazione, ma la denuncia è stata successivamente respinta dal tribunale. Il 20 aprile 2016, Bukovsky ha iniziato uno sciopero della fame, chiedendo che le accuse venissero ritirate.
Sebbene inizialmente le analisi scientifiche sul computer non trovarono attività di hacking, secondo un libro del giornalista investigativo Bill Gertz, Bukovskij è stato preso di mira "in un'operazione di disinformazione russa poco prima di testimoniare davanti alla commissione Owen nel marzo 2015. Un hacker russo è entrato nel suo computer portatile e ha piazzato fotografie di pornografia infantile sul dispositivo. Un agente dell'intelligence russa ha quindi informato l'agenzia di polizia dell'Unione europea, Europol, delle foto... È stata una classica operazione di disinformazione e influenza russa". La Commissione indagava sull'omicidio di Aleksandr Litvinenko (2006), ex agente KGB e dissidente, nonché caro amico di Bukovskij, il quale aveva accusato lo stesso Putin di pedofilia e di vari delitti tra cui crimini di guerra in Cecenia e 300 omicidi di oppositori tramite uso di esplosivi e con altre tecniche in Russia e all'estero, come per esempio l'omicidio della giornalista Anna Politkovskaja (2006). Bukovskij poco prima dell'avvelenamento di Litvinenko con il polonio aveva avvertito che il governo russo stava per colpire sul suolo inglese in maniera simile alla vicenda dell'ombrello bulgaro, ed identificò subito negli agenti russi gli assassini di Litvinenko, ribadendolo in un'intervista del 2015. Un mese dopo aver rilasciato l'intervista, il procuratore lo accusò di cinque capi d'accusa per realizzazione di immagini indecenti di bambini, cinque capi d'accusa di possesso di immagini indecenti e un'accusa di possesso di un'immagine proibita. Bukovsky ha dichiarato al Guardian: "nego categoricamente di aver realizzato fotografie, pseudo-fotografie o video indecenti o proibiti di bambini. In effetti, non ho avuto alcun contatto con bambini per moltissimi anni. Queste accuse scioccanti sono state mosse in un momento in cui soffro di una grave malattia e le mie possibilità di sopravvivenza sono ancora incerte. Ciononostante, intendo difendermi con vigore da tutte le accuse".
Bukovsky ritenne che gli agenti di Putin abbiano piazzato sul suo computer circa 20.000 immagini e poi abbiano informato la polizia britannica.
L'accusa ha richiesto più tempo "per esaminare un rapporto forense indipendente su ciò che era stato trovato sui computer del signor Bukovsky e su come una terza parte non identificata lo avesse probabilmente messo lì", ma il caso nel frattempo era bloccato a causa dell'impossibilità di testimoniare per gravi condizioni di salute, ricoverato per polmonite, e in seguito estinto per decesso dell'imputato.
La tecnica di diffamazione è stata utilizzata anche contro altri dissidenti. "Tutta la faccenda è kafkiana", ha dichiarato Bukovsky in un'intervista, "non solo devi dimostrare di non essere colpevole, ma di essere innocente". Ha insistito sul fatto di essere vittima di una nuova e particolarmente dannosa forma di un vecchio "trucco sporco" del KGB noto come kompromat, la fabbricazione e la diffusione di materiale compromettente o illegale. Il kompromat vecchio stile, usato contro persone scomode in patria e all'estero, prevedeva fotografie ritoccate, droghe piazzate, video sgranati di relazioni con prostitute assoldate dal KGB e una vasta gamma di altre tecniche come la trappola al miele, mentre i servizi moderni utilizzano spesso l'hackeraggio di dispositivi e la falsa testimonianza.
Altri hanno sostenuto che Bukovskij avesse in effetti raccolto immagini vietate nell'ambito di una ricerca sulla censura di internet, e che non ci vedesse nulla di illecito, tuttavia ha negato di aver rilasciato tali dichiarazioni alla polizia, sostenendo di essere stato incastrato. Bukovskij è rimasto innocente per la legge britannica, benché la vicenda abbia gettato un'ombra in Occidente sulla sua reputazione. L'amico di Bukovskij Dario Fertilio parlò di "un'accusa falsa e grottesca" imbastita da Putin contro uno dei suoi principali nemici politici. Circa 6000 ex dissidenti ed ex prigionieri politici sovietici, loro parenti o discendenti hanno firmato una petizione in difesa di Bukovskij.

## Morte ed eredità

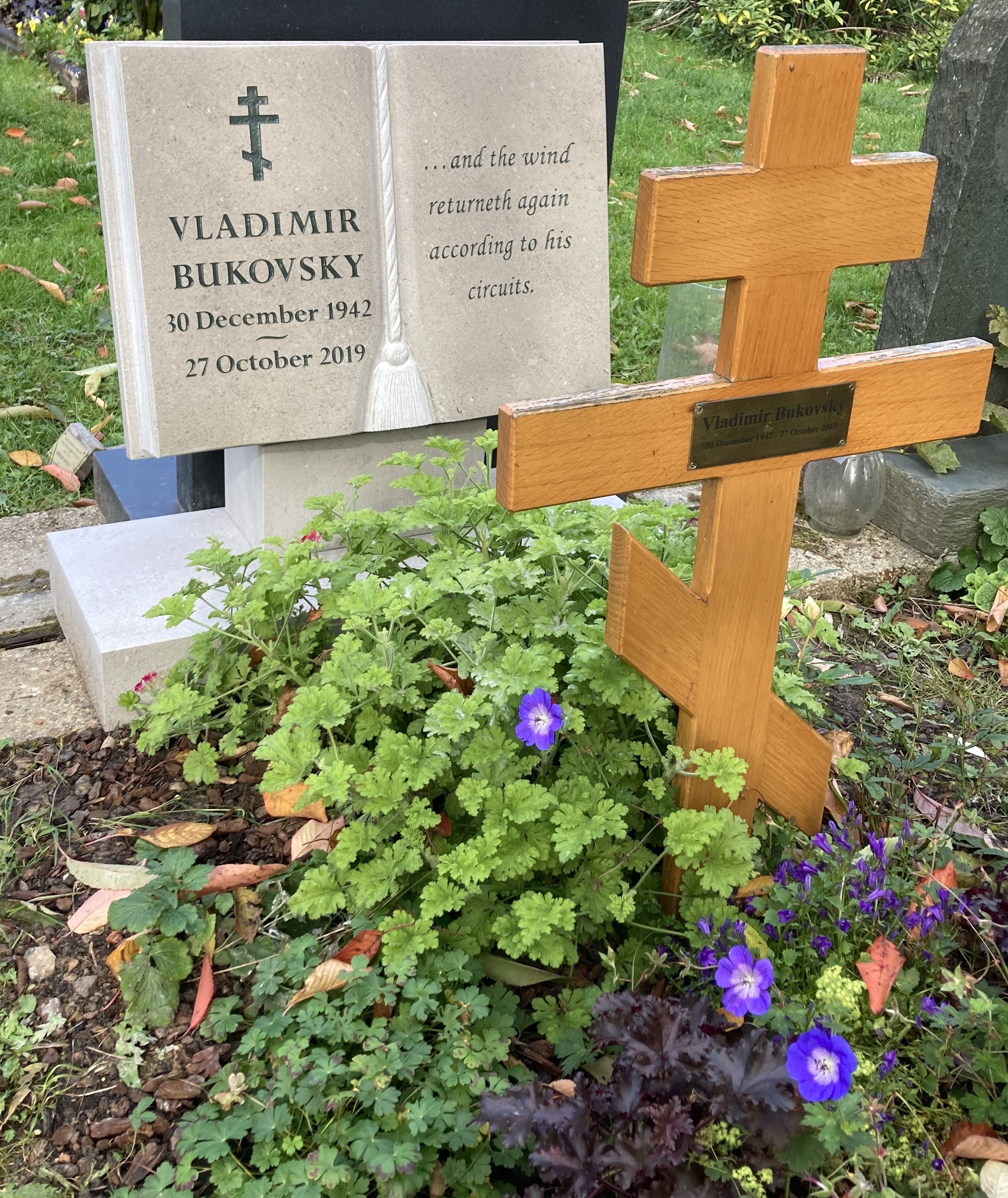
Sepoltura ortodossa di Bukovskij con citazione dall'autobiografia, cimitero di Highgate, Londra

Vladimir Bukovskij morì per un arresto cardiaco a Cambridge, nel Regno Unito, il 27 ottobre 2019 all'età di quasi 77 anni, dopo un periodo di cattiva salute (insufficienza cardiaca, respiratoria, epatica, difficoltà a camminare e insufficienza renale cronica).
Al funerale parteciparono emigranti politici sovietici e russi di diverse generazioni, ex dissidenti sovietici e dissidenti russi (ad esempio Aleksandr Podrabinek e Vladimir Kara-Murza), nonché una delegazione dell'ambasciata polacca. Un rappresentante dell'ambasciata polacca ha letto un messaggio del primo ministro polacco Mateusz Morawiecki, il quale, a nome di tutta la Polonia, ha ringraziato Bukovsky per aver sostenuto il movimento anticomunista polacco negli anni '80 e per aver pubblicato documenti d'archivio del Comitato centrale del PCUS sull'introduzione della legge marziale in Polonia nel 1981. 
Egli è rimasto una figura profondamente rispettata nella dissidenza russa, e al tempo del processo è stato pubblicamente difeso da Garry Kasparov e da Marina Litvinenko, la vedova di Litvinenko. Diversi dissidenti lo hanno definito come una "bussola morale": ad esempio Nadežda Tolokonnikova e Marija Alëchina, che ne hanno letto in carcere gli scritti, e il suo amico Vladimir Kara-Murza, che hanno tutti citato le memorie di Bukovskij Il vento va, e poi ritorna, pubblicate negli anni '70, come un libro che descrive la condizione repressiva della Russia e i modi per resistere, rimanendo attuale.
Bukovskij è sepolto nel cimitero di Highgate, dove riposano molte personalità, tra cui Litvinenko e la famiglia di Dante Gabriel Rossetti, ma anche lo stesso filosofo del comunismo Karl Marx o Herbert Spencer. 
L'associazione Memorial lo ricordò sui profili social media come «militante dei diritti umani, scrittore, cittadino russo, ha trascorso 12 anni nei campi e negli ospedali psichiatrici e passato metà della propria vita in esilio. Il governo sovietico lo chiamò bruto, noi lo chiamiamo eroe e gli diciamo grazie».

## Pubblicazioni
Di seguito le principali pubblicazioni di Bukovskij in lingua italiana. Si veda  questa pagina. per l'elenco dettagliato.
- Vladimir Bukovskij, Una nuova malattia mentale in Urss: l'opposizione, Milano, Etas Kompass, 1972.
- Vladimir Bukovskij, Semen Gluzman, Marco Leva, Guida psichiatrica per dissidenti. Con esempi pratici e una lettera dal Gulag, Milano, L'erba voglio, 1979.
- Vladimir Bukovskij, Come costruire un castello - La mia vita di dissidente, 1978.
- Vladimir Bukovskij, Il vento va e poi ritorna, Feltrinelli, 1978,  p. 404.
- Vladimir Bukovskij, La scelta della libertà, 1987.
- Vladimir Bukovskij, URSS: dall'utopia al disastro, Spirali, 1991,  p. 282, ISBN 978-88-7770-312-5.
- Vladimir Bukovskij, Il convoglio d'oro, Spirali, 1994,  p. 275, ISBN 978-88-7770-391-0.
- Vladimir Bukovskij, Gli archivi segreti di Mosca, Spirali, 1999,  p. 849, ISBN 978-88-7770-519-8. basato sulla sua visita in Russia del 1992 e sugli "Archivi Sovietici".
- Vladimir Bukovskij; Vasilij Bykov; Viktor Suvorov, La mentalità comunista, Spirali, 2001,  p. 116, ISBN 978-88-7770-572-3.
- Vladimir Bukovskij; Pavel Stroilov, URSS-EURSS ovvero il complotto dei rossi, Spirali, 2007,  p. 117, ISBN 978-88-7770-799-4.
- Vladimir Bukovskij; Pavel Stroilov, Eurss. Unione Europea delle Repubbliche Socialiste Sovietiche, Spirali, 2007,  p. 158, ISBN 978-88-7770-773-4.